# 楊繩武 (康熙進士)
杨绳武，字文叔，江苏吴县人。清朝学者。

## 生平
杨绳武为康熙五十二年（1713）二甲一名进士。选庶吉士，授编修。杨绳武秉志节，通经术，深得大学士王掞器重，馆阁大著作多出其手。后归不出，主讲江宁、杭州书院。有《古析轩集》、《文章鼻祖》。